# 少女漫画 (漫画)
『少女漫画』（しょうじょまんが）は、松田奈緒子による日本の漫画。
既存の少女漫画作品群をサブタイトルに冠し、各話のモチーフとした短編漫画集（最終話のみ異なる）。2007年に『コーラス』（集英社）にて、6月号から8月号および、10月号から12月号まで連載されていた。2008年2月には単行本が同社のクイーンズコミックスから出版された（全1巻）。2009年の10月号に番外編が掲載された。
一部が2009年に『派遣のオスカル 〜少女漫画に愛をこめて』としてテレビドラマ化された。

## あらすじ

### 第一夜・ベルサイユのばら
就職氷河期の時代に生活のために、派遣社員に登録した三沢勝子（みさわ かつこ）。あれから10年以上経ち、景気は回復。足元を見られ、正社員になれない勝子の唯一の楽しみは「漫画」。特に、『ベルサイユのばら』は心の支えだった。
ある日、同じ派遣社員の静田に、「あなたはオスカルの心を持っている」と言われ、会社の体制に疑問を抱いていた勝子は、労働改善の革命を起こそうと決意する。

### 第二夜・ガラスの仮面
映画監督を父に、女優を母に持ち、女子アナ界の姫川亜弓の異名を取るアナウンサー・万城目雅（まんじょうめ みやび）。小学生の頃、クラスで流行った『ガラスの仮面』、クラスメイトは北島マヤを応援する子ばかりだったが、自分は血の滲むような努力をしてきた亜弓さんの大ファンだった。
ある日、担当していた報道番組のキャスターを理不尽な理由で降板させられ、後任には胸が大きいだけが取り柄のバカ女が決まり、益々納得がいかない雅。自分には何が足りないのかと考え始め…。

### 第三夜・パタリロ!
パンクバンドのヴォーカルだった男とできちゃった結婚した花子。生まれた子どもの名前は一（はじめ）、パタリロ似なので通称・パタちゃん。
新米ママの花子が毎日通うママサロン、そこで出会ったのは、娘・絢香に英才教育を押し付ける傲慢な女。自分の子が一番幸せ、と言わんばかりの彼女だが、絢香の腕に痣がたくさんあるのを見つけてしまった花子は…。

### 第四夜・あさきゆめみし
小さい頃から『あさきゆめみし』が大好きで、今は図書館に勤めている由布子（ゆうこ）。恋人は、古典系出版社の営業担当で、仕事で図書館にもよく来る上園だが、彼には本命の彼女がいる。
夫の愛人に悩まされ、まるで六条御息所のようだった母を思うと、結婚に夢を持てなかった由布子だが、同僚が結婚、しかも相手が上園だと知り…。

### 第五夜・おしゃべり階段
パリコレに出た経験を持つが故にプライドが高く、仕事を選り好みし、スケジュールが真っ白な落ち目のモデル・キワコ。骨折してしまい、仕方なくラーメン屋を営む実家に戻ると、イギリスにサッカー留学をしていた幼なじみのゴータがサッカー選手になる夢を諦めて、ラーメン屋を継ぐと言う。
小学生の頃、コンプレックスに悩んでいたキワコに、『おしゃべり階段』のセリフで励ましてくれたゴータ。初恋の相手だったが、キワコには今、玉の輿を狙う相手がいて…。

### 第六夜・少女漫画家たち
漫画家としてデビューして早5年、ずっと低空飛行を続けてきた俵あんだが、5年目にして初めての単行本発売が決まる。
絵の技術はあるものの、人物に魅力がないと評されるあんの作品だが…。

## テレビドラマ
『派遣のオスカル 〜少女漫画に愛をこめて』（はけんのオスカル 〜しょうじょまんがにあいをこめて）のタイトルで、2009年8月28日から2009年10月2日までNHK総合で金曜日の22:00 - 22:45（金曜ドラマ枠）に放送された。全6回。ドラマ化されたのは「第一夜・ベルサイユのばら」だが、「第六夜・少女漫画家たち」の主人公・俵あんも登場。田中麗奈は今作がNHKドラマ初出演・初主演となる。
2010年2月17日にポニーキャニオンよりDVDが発売された。金曜ドラマ枠では初のDVD化となる。

### 登場人物
MIZUKI商品開発2課 バス・トイレタリー部門
三沢 勝子 - 田中麗奈
派遣スタッフRunner派遣社員。少女漫画をこよなく愛し、特に『ベルサイユのばら』を心の支えにしているが、事あるごとにベルばらの世界の妄想にふけっている。自身のブログでは愛読する少女漫画を批評している。携帯電話の着うたは「薔薇は美しく散る」（テレビアニメ版『ベルサイユのばら』の主題歌）。
正義感が強く、弘美にオスカルの心を持っていると言われる。暁生が打ち立てた削減策に憤りを感じた時、オスカルの声が聞こえて心が宿り、重役たちに抗議したことから、社内で一目置かれるようになる。
静田 弘美 - たくませいこ
派遣スタッフRunner派遣社員。勝子の同僚でシングルマザー。
内村 武志 - 佐藤智仁（現・佐藤祐基）
開発2課の若手社員。勝子のことを好きになり、告白する。
井手 奈々子 - 金子さやか
開発2課社員。しっかりとした将来の目標を持っている。ギタリストを目指す恋人がいる。
高橋 チエミ - 橋本真実
矢口 純子 - 弘中麻紀
開発2課社員。
出水 俊也 - マギー
開発2課主任。
森谷 清正 - 尾美としのり
開発2課課長。仕事が忙しく家庭の時間をなかなか持てない。急性すい臓炎で倒れたが、退院後、自身の超過勤務を盾に上層部に詰め寄り、中止が決まった「和風美人」の開発を復活させた（ただし入浴剤のみ）。

MIZUKI商品開発1課 化粧品部門
熊田 博 - 内海修宏（第3 - 6回）
開発1課課長。
志村 - 若林幸樹（第6回）
開発1課社員。
開発1課社員 - 松本大卒（第6回）、本間剛（第6回）
MIZUKI役員・重役
五十嵐 暁生 - 徳井義実（チュートリアル）
経営企画室室長で五十嵐の息子。昭和52年5月6日生まれ。姉を後継者にすることを考えていた父に反発し、MIZUKI入社後にアメリカへ渡るが、姉が医師になったため、経営再建のために帰国。理不尽なコストカットを打ち立て、勝子の前に立ちふさがるが、次第に特別な感情を抱くようになる。大学時代は論語研究会に所属。
八城 さやか - 朝海ひかる
商品開発部部長。化粧品シリーズを大ヒットさせて出世したMIZUKIの重役の中で唯一の女性。男性社員からは「MIZUKIの女帝」の異名を取る。大学時代は論語研究会に所属し、後輩だった暁生からは「さやかさん」と呼ばれる。
岩槻 雅彦 - 小林隆
常務。
庄司 公孝 - ベンガル
専務。
五十嵐 達郎 - 平泉成
社長で暁生の父。心臓病を患っている。当初は娘（暁生の姉）を自身の後継者に考え、暁生に対しては全く期待していなかった。

MIZUKI社員
佐藤 克弘 - 上條恒彦
管理部。かつて存在した調香部の元部長で、全ての香りを嗅ぎ分ける能力を持ち、天才調香師と呼ばれた。五十嵐に会社を裏切ったと誤解され、調香部を潰され管理部に飛ばされた。八城は今でも「佐藤部長」と呼ぶ。一時、社長室の金庫から株主名簿が盗まれた濡れ衣を着せられ、無期限謹慎処分となったが、のちに復職。
武藤 修司 - 阪田マサノブ
経営企画室。暁生の部下。
磯部 佳奈枝 - 水木薫
社員食堂のおばさん。
中村 晶子 - 川俣しのぶ
清掃作業員。
五十嵐の秘書 - 川口りさ（第2・5回）
警備員 - 永井博章（第4回）
荒らされた社長室にいた佐藤を見つける。
関根 優子 - 柊巴（第5回）
広報部員。さやかが立ち上げた女子社員の支援プロジェクト・FPAのメンバーに選ばれる。
MIZUKI社員 - 前田哲也（第4回）、柊巴（第5回）、せきぐちきみこ（第6回）

漫画家関係
俵 あん - 鈴木杏
新人漫画家。自分の漫画が勝子のブログで酷評されているのを見て、メールを送ったことから知り合いになる。その後サイン会で顔を合わせてからは互いの部屋を行き来する友人関係に。
五百旗頭 修 - 鈴木浩介（第1回）
漫画誌「ハーティー」編集部員。あんの担当。
新人漫画家 - 山田キヌヲ（第5回）
あんと一緒に、漫画家たちの飲み会に参加。
青年誌の漫画家 - 関太、粕谷吉洋（第5回）
あん達との飲み会の席で、少女漫画を馬鹿にした。
勝子の妄想
オスカルの声 - 田島令子（声の出演）
オスカルの幻影 - 柊巴
「弾こめ、進撃!」の言葉とともに勝子の中に心が宿り、導いていく。田島令子はテレビアニメ版「ベルサイユのばら」でもオスカルの声を担当している。
民衆 - 若林幸樹（第1・3話）、松本大卒（第1・3回）、唐木ちえみ（第1回）、せきぐちきみこ（第6回）

その他
橋本 隼人 - 山中聡（第1・3回）
人材派遣会社・派遣スタッフRunner社員。MIZUKIで働く勝子・弘美の担当。
静田 リリカ - 奥森皐月（第1・3回）
弘美の娘。えがお保育園に通う。
ボン・リーベル出版の社員 - 桜川博子（第1回）
ボン・リーベル出版の面接官 - 赤星昇一郎（第1回）、黒田薫（第1回）
転職を考えた勝子が面接を受ける。
REN - 山本耕史（第2・3回）
アートディレクター。
タケル - 清水優（第2回）
奈々子の恋人。ギタリストを目指す、売れないミュージシャン。
伊東 充代 - 岡内美喜子（第2回）
門倉 健太郎 - 本田大輔（第2回）
RENの使者。
ドラッグストアの店員 - 北村隆幸（第2回）
REN誕生パーティーのガードマン - 徳井広基（第2回）、AKIRA（第2回）
ピアノ奏者 - 佐伯真魚（第2・4回）
REN誕生パーティー、薫の結婚式でピアノ演奏。
岸本 サクラ - YOU（第3・4回）
美容ジャーナリスト。
森谷 小百合 - 七瀬なつみ（第3回）
森谷の妻。
森谷 琴音 - 美山加恋（第3回）
森谷の長女。シンクロを習っている。
森谷 初音 - 大門果琳（第3回）
森谷の次女。
保育園のママ仲間 - はらださほ（第3回）
佐藤 薫 - 瀬戸カトリーヌ（第4回）
佐藤の娘。妊娠中で結婚を控えている。
薫の夫 - 前田寛之（第4回）
五十嵐 春子（回想） - 唐木ちえみ（第4回）
暁生の母。
幼少期の暁生（回想） - 中村圭佑（第4回）
立花 由香里 - 菊地美香（第4 - 6回）
暁生の見合い相手。アジア化学の社長令嬢。
立花 沙亜歩 - 松本春姫（第5・6回）
由香里の長女。
立花 麻里武 - 田中颯（第5・6回）
由香里の長男。
ランニングの女性（回想） - 鈴木紗穂（第5回）
ウエイトレス - 木下芳美（第5回）
食事会のシェフ - 佐藤博秋（第6回）

### スタッフ
- 原作 - 松田奈緒子
- 脚本 - 金子ありさ
- 音楽 - 吉俣良
- ギター - マーティ・フリードマン
- 主題歌 - Every Little Thing「DREAM GOES ON」（avex trax）
- 原画提供 - 『ベルサイユのばら』 池田理代子プロダクション
- 演出 - 笠浦友愛、吉川邦夫、佐々木善春
- 制作統括 - 小松昌代（NHKエンタープライズ）、田村文孝（NHK編制局ソフト開発センター）

### 放送日程
| 各話                                               | 放送日        | サブタイトル      | 演出       | 視聴率 |
| -------------------------------------------------- | ------------- | ----------------- | ---------- | ------ |
| 第1回                                              | 2009年8月28日 | オスカル、誕生    | 笠浦友愛   | 4.7%   |
| 第2回                                              | 2009年9月4日  | オスカル、革命!   | 吉川邦夫   | 6.3%   |
| 第3回                                              | 2009年9月11日 | オスカル、恋?     | 笠浦友愛   | 6.0%   |
| 第4回                                              | 2009年9月18日 | オスカル、乱心!   | 吉川邦夫   | 5.7%   |
| 第5回                                              | 2009年9月25日 | オスカル、裏切り? | 佐々木善春 | 4.5%   |
| 最終回                                             | 2009年10月2日 | オスカル、失恋?   | 笠浦友愛   | 4.4%   |
| 平均視聴率：5.3%（関東地区・ビデオリサーチ社調べ） |               |                   |            |        |